# Stephan Mølvig
Stephan Mølvig (ur. 13 lutego 1979 w Odense) – duński wioślarz, złoty medalista olimpijski z 2004 w czwórce wagi lekkiej. Absolwent Uniwersytetu w Kopenhadze. Jest żonaty. Mówi po duńsku, niemiecku, angielsku i francusku.